# Astropecten hawaiiensis
Astropecten hawaiiensis är en sjöstjärneart som beskrevs av Doderlein 1917. Astropecten hawaiiensis ingår i släktet Astropecten och familjen kamsjöstjärnor. Inga underarter finns listade i Catalogue of Life.